# Липинский, Вячеслав Казимирович
Вячесла́в Казими́рович Липи́нский (укр. В'ячеслав Казимирович Липинський, пол. Wacław Lipiński 5 [17] апреля 1882 — 14 июня 1931) — украинский историк польского происхождения, общественно-политический деятель, философ и публицист, действительный член Научного общества им. Тараса Шевченко (с 1914), идеолог украинского консерватизма («Гетманского движения»). Он считал, что принципы этики и человеческой солидарности универсальны для всех людей в мире, независимо от их национальности, языка или религии. Он был большим сторонником творческого национализма как патриотизма в американском стиле и противником агрессивного национализма, в том числе шовинизма.

## Биография

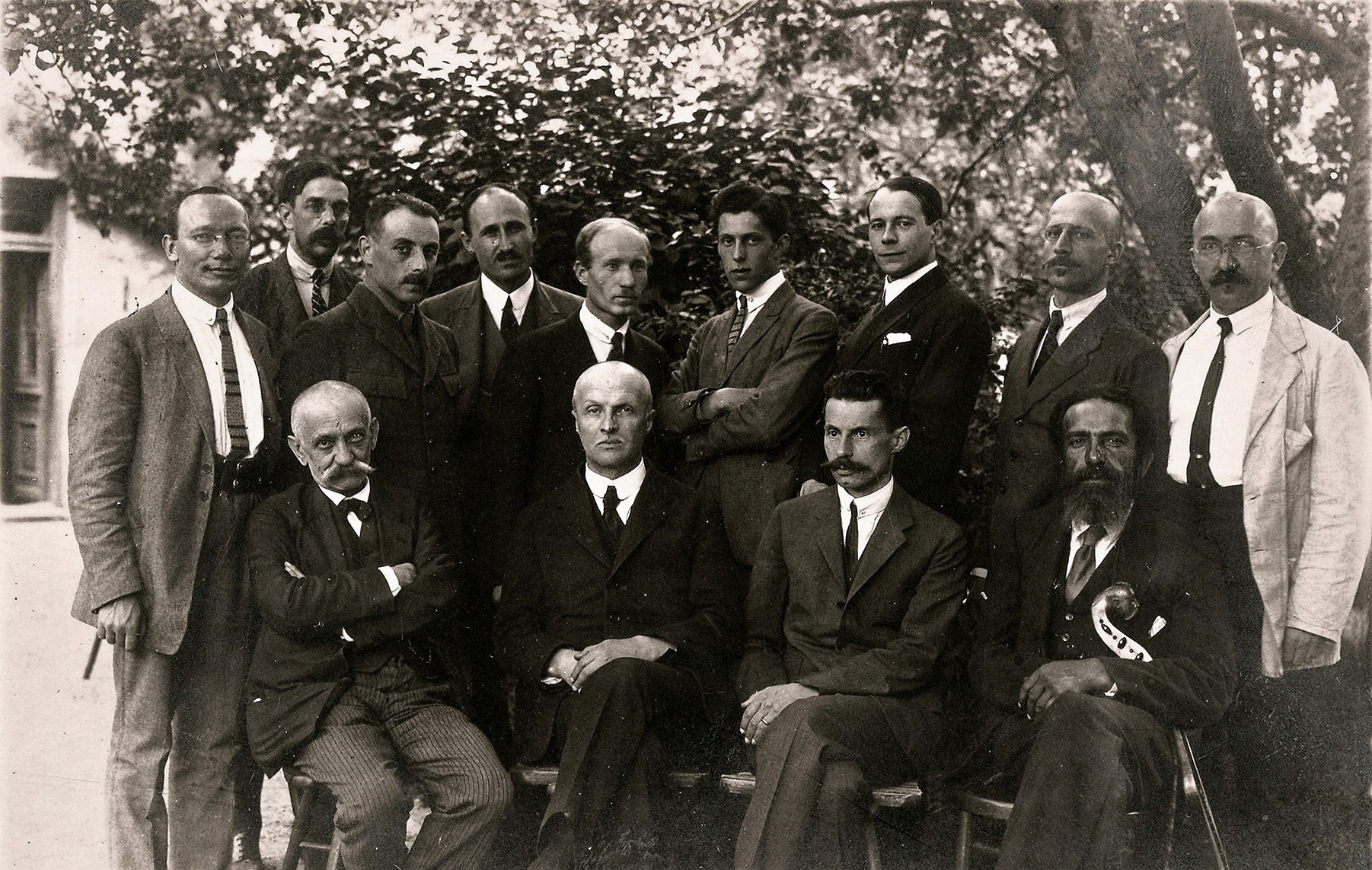
Участники учредительного съезда Украинского союза хлеборобов-государственников, Рейхенау, 4-8 июня 1922 Слева направо сидят: Иван Леонтович, гетман Павел Скоропадский, Вячеслав Липинский, Людвиг Сидлецкий; стоят Михаил Тимофеев, Николай Кочубей, Адам Монтрезор, Андрей Белопольский, Михаил Саур-Циприянович, Игорь Лосский, Владимир Залозецкий, Сергей Шемет, Александр Скоропись-Йолтуховский

Родился 17 апреля (5 апреля по старому стилю) 1882 года в польской семье в родовом имении Затурцы около Луцка на Волыни. Принадлежал к старинному польскому дворянскому роду. Был старшим сыном Казимира Липинского и Клары Рокицкой. У него были младшие братья Станислав (в будущем известный агроном-селекционер), Владимир и младшая сестра Ванда. До 12 лет обучался дома, а затем — в житомирской, луцкой и киевской гимназиях. Аттестат зрелости получил в Киеве. В 1902—1903 гг. прошёл годичную службу в драгунском полку в Кременце. В 1903 году поступил на сельскохозяйственный факультет Ягеллонского университета в Кракове, но вскоре потерял интерес к сельскохозяйственным наукам и увлёкся историей и общественными науками. В 1905 году прервал учёбу и занялся историческими исследованиями в библиотеках города и архивах. 30 августа 1906 г. женился на Казимире Шуминьской. В октябре того же года поступил на факультет общественных наук в Университете Женевы, но летом 1907 года по состоянию здоровья был вынужден прервать учёбу.
В 1908 году вернулся на Украину, поселился на хуторе под Уманью, где занимался научной деятельностью. В этот период вышли его первые труды «Даниил Братковский» (1909), «Генерал артиллерии Великого Княжества Литовского» (1909). В написанном на польском языке историко-философском труде «Шляхта на Украине» (1909) Липинский обосновал решающую роль шляхты в процессе формирования украинской государственности и призвал её бороться за возрождение Украины. В 1910 году переехал в Краков (Польша). В 1912 году здесь вышел сборник его фундаментальных научных трудов и исторических документов «Z dziejów Ukrainy» («Из истории Украины») — своеобразный итог его исторических исследований в ранний период творчества, куда вошли такие работы, как «Название Русь и Украина и их историческое значение», «Станислав-Михаил Кричевский», «Богдановым путём», «Документы Руины» и др. Автор посвятил его «хлопоманам» В. Антоновичу (которого считал своим учителем), П. Свенцицкому и Т. Рыльскому.
В 1912 году выступил инициатором создания Украинского информационного комитета, целью которого стала пропаганда за рубежом идеи создания Украинского независимого государства.
В 1917—1921 годах — деятель независимого украинского государства, посол Украины в Австро-Венгрии. После 1921 года — в эмиграции в Чехословакии и Австрии, один из основателей Украинского университета в Праге. Отстаивал идеи патриархальной монархии и согласия разных общественных классов ради национального единства. Выступал с резкой критикой взглядов Д. Донцова и его теории «интегрального национализма».

## Основные идеи

### Классократия
В. Липинский ввёл понятие классократии как одной из форм государственного управления. Это понятие было выдвинуто в теории украинского консерватизма (также теория украинского монархизма или, как он сам её называл, теория украинского гетманского национализма). Согласно Липинскому, это форма государственного устройства, которая отличается равновесием между властью и свободой, между силами консерватизма и прогресса. В основу такого устройства должна быть возложена правовая, «законом ограниченная и законом ограничивающая» конституционная монархия. Во главе государства должен быть монарх (гетман), власть которого передаётся по наследству и является легитимной.